# カリュブディス
カリュブディス（古希: Χάρυβδις、古代ギリシア語ラテン翻字: Khárubdis、ラテン語: Charybdis）は、ギリシア神話に登場する怪物。カリブディスとも表記される。渦潮を擬人化したというメッシーナ海峡に住む海の魔物で、オデュッセウスの行く手を阻んだ。

## 神話
カリュブディスは、もともとポセイドーンとガイアの娘であったが、並外れて大食だったためにヘーラクレースが連れていたゲーリュオーンの牛を盗んで食べてしまい、ゼウスの罰を受けて怪物の姿になり、メッシーナ海峡で船乗りを襲うようになった。
一日に三回食事をするために海水ごとあらゆるものを吸い込み吐き出していた。彼女の周りには渦が巻き船がそこに取り込まれると抜け出せないため非常に恐れられた。
この海峡にはスキュラという名の怪物も住んでおり、難所であった。